# 크뢰즈 계곡, 일몰
크뢰즈 계곡, 일몰(프랑스어: La Vallée de la Creuse, soleil couchant / 영어: The Valley of the Creuse, Sunset)은 프랑스의 인상주의 화가 클로드 모네가 1889년에 그린 유화 작품이다. 현재 프랑스 오랭주 콜마르에 있는 운터린덴 박물관에 소장되어 있으며, 소장번호는 88.RP.371이다.

## 상세
이 그림은 프랑스 프레슬린 (Fresselines) 인근의 크뢰즈강 계곡에 일몰이 비치는 풍경을 묘사한 것이다. 프레슬린은 프랑스 시인 모리스 롤리나가 살았던 곳으로 모네는 1889년 3월부터 5월까지 롤리나의 집에 머물렀다.
당시 모네는 콜마르의 그림을 포함하여 프티트크뢰즈강이 그랑크뢰즈강으로 흘러드는 모습을 담은 14점의 풍경화를 그렸다. 이들 작품은 모두 1889년 6월 파리에서 열린 전시회에서 동시에 공개되었다. 콜마르 연작은 빌덴슈타인 컴퍼니가 소장하고 있다가 1975년 소시에테 숑고에르 (Société Schongauer) 사에서 일괄 매입하였으며, 이후 운터린덴 박물관을 개관 및 관리하여 이 작품을 전시하고 있다.

## 같이 보기
- 클로드 모네의 작품 목록

## 참고문헌
1. ↑  Goerig-Hergott, Frédérique (December 2015). 《La collection d'art moderne – Le Musée Unterlinden de Alechinsky à Zack》. Paris: Éditions Artlys. 162–163쪽. ISBN 978-2-85495-627-6.